# 玫瑰針織
玫瑰國際有限公司（除牌當時為0234.HK），曾是香港交易所上市。1972年由葉子盛先生創立，到1972年在香港交易所主板上市，是由玫瑰針織有限公司名義，主要生產紡織產品業務，1992年，被獨立第三者收購，把由萬亞行國際前身的正德行取代上市，再到現時新世紀集團，原因是紡織業務於競爭加劇。

## 連結
- 新世紀集團有限公司 由webb-site.com提供
- 玫瑰針織亞洲有限公司 由hktdc.com提供 （页面存档备份，存于）